# Maracajá
Maracajá est une ville brésilienne du sud de l'État de Santa Catarina.

## Géographie
Maracajá se situe par une latitude de 28° 50′ 48″ sud et par une longitude de 49° 27′ 10″ ouest, à une altitude de 30 mètres.
Sa population était de 6 409 habitants au recensement de 2010. La municipalité s'étend sur 63 km2.
Elle fait partie de la microrégion d'Araranguá, dans la mésorégion Sud de Santa Catarina.

## Villes voisines
Maracajá est voisine des municipalités (municípios) suivantes :
- Forquilhinha
- Criciúma
- Araranguá
- Meleiro